# Università tecnica di Berlino
L'Università Tecnica di Berlino (in tedesco: Technische Universität Berlin, abbreviata TU) è un'università pubblica politecnica situata a Berlino, una delle più grandi e prestigiose della Germania. 
La TU è parte della TU9, un'alleanza di nove università tecniche altamente specializzate in tutto il paese, e della Top International Managers in Engineering (T.I.M.E.). 
Il campus della TU ha un'estensione totale di 604.000 metri quadrati, distribuiti per l'intera capitale tedesca. La sede e l'edificio principale si trovano nel distretto di Charlottenburg-Wilmersdorf.

## Storia
Il fulcro dell'università venne fondato il 1º novembre 1770 su iniziativa di Federico II di Prussia, su progetto di Carl Abraham Gerhard (1738-1821). Venne fondata nuovamente in data 13 marzo 1799 attraverso un regio decreto. L'edificio principale fu progettato da Richard Lucae e Friedrich Hitzig, costruito da Julius Raschdorff
L'istituzione venne in seguito unificata nel 1879, unendo quella fondata nel 1799 e quella fondata nel 1829.

## Facoltà
Dal 2022 la TU di Berlino è composta dalle seguenti facoltà ed istituti:

### Facoltà I - Scienze umanistiche e dell'educazione(Geists -und Bildungswissenschaften)
- Istituto di Storia e Filosofia della Scienza, Tecnologia e Letteratura
- Istituto di Storia dell'arte e Urbanistica Storica
- Istituto per l'Educazione
- Istituto di Lingue e Comunicazione
- Istituto per la formazione professionale (Berufliche Bildung und Arbeitslehre)

### Facoltà II - Matematica e Scienze Naturali(Mathematik und Naturwissenschaften)
- Istituto di Astronomia e Astrofisica
- Istituto di Chimica
- Istituto di Fisica dello stato solido
- Istituto di Matematica
- Istituto di Ottica e Fisica Atomica
- Istituto di Fisica Teorica

### Facoltà III - Scienze progressiste(Prozesswissenschaften)
- Istituto di Biotecnologia
- Istituto di Tecnologia Energetica
- Istituto di Tecnologia e Chimica degli alimenti
- Istituto di Chimica e Ingegneria di processo
- Istituto di Tecnologia Ambientale
- Istituto di Scienza e Tecnologia dei Materiali

### Facoltà IV - Ingegneria Elettrica e Informatica(Elektrotechnik und Informatik)
- Istituto dell'Energia e delle Scienze dell'Automazione
- Istituto dei Sistemi di Telecomunicazione
- Istituto di Ingegneria Informatica e Microelettronica
- Istituto di Ingegneria del Software e Informatica Teorica
- Istituto di Informatica Commerciale e Ricerca Quantitativa

### Facoltà V - Ingegneria Meccanica e dei Trasporti(Verhers- und Maschinensysteme)
- Istituto di Fluidomeccanica e Tecnica del suono
- Istituto di Psicologia del Lavoro e delle organizzazioni (Arbeitswissenschaft)
- Istituto di Ingegneria dei trasporti di Terra e Mare
- Istituto di Aeronautica e Astronautica
- Istituto di Ingegneria Costruttiva e Ingegneria Medica
- Istituto di Meccanica (Werkzeugmaschinen und Fabrikbetrieb)

### Facoltà VI - Pianificazione urbana, costruzioni e ambiente(Planen, Bauen und Umwelt)
- Istituto di Architettura
- Istituto di Ingegneria Civile
- Istituto di Geoscienze Applicate
- Istituto di Geodesia
- Istituto di Architettura del Paesaggio e Pianificazione Territoriale (Umweltplanung)
- Istituto di Ecologia
- Istituto di Sociologia
- Istituto di Pianificazione Urbana e Regionale

### Facoltà VII - Economia e Management(Wirtschaft und Management)
- Istituto di Tecnologia e Management (ITM)
- Istituto di Economia Aziendale (IBWL)
- Istituto di Economia e Legge (IVWR)